# Joseph P. Kennedy Sr.
Joseph Patrick „Joe” Kennedy Sr. (ur. 6 września 1888 w Bostonie, zm. 18 listopada 1969 w Hyannis Port w stanie Massachusetts) – amerykański biznesmen i polityk, budowniczy politycznej fortuny rodziny Kennedych, członek Partii Demokratycznej. Ojciec prezydenta Johna F. Kennedy’ego, a także senatorów Roberta Francisa Kennedy’ego i Edwarda Kennedy’ego.

## Życiorys

### Wczesne lata
Był synem Patricka Josepha Kennedy’ego, amerykańskiego biznesmena, polityka, a także przewodniczącego organizacji irlandzko-amerykańskiej, urodzony jako Amerykanin irlandzkiego pochodzenia. Dziadkowie Josepha przybyli do Stanów Zjednoczonych z Irlandii w latach 40. XIX wieku, uciekając przed klęską głodu.
W 1908 r. ukończył college Boston Latin, a w 1912 uzyskał licencjat z ekonomii na Uniwersytecie Harvarda. W lipcu 1912 rozpoczął karierę w bankowości. W wieku 25 lat został prezesem banku.
W październiku 1914 ożenił się z Rose Fitzgerald.

### II wojna światowa
Był ambasadorem Stanów Zjednoczonych w Londynie w okresie 1938–1940, złożył dymisję przekonany, że Wielka Brytania przegra wojnę z Niemcami, zaś jedynym sposobem uniknięcia klęski Stanów Zjednoczonych jest izolacjonizm.
Opowiadał się za polityką ustępstw wobec Niemiec i popierał appeasement.

## Dzieci
1. Joseph Patrick Kennedy Jr. (1915–1944)
2. John F. Kennedy (1917–1963)
3. Rosemary Kennedy (1918–2005)
4. Kathleen Kennedy Cavendish (1920–1948) – zginęła w wypadku lotniczym
5. Eunice Kennedy Shriver (1921–2009) – działaczka społeczna, mąż Robert Sargent Shriver Jr., były ambasador we Francji
6. Patricia Kennedy (1924–2006) – mąż Peter Lawford, brytyjski aktor (czworo dzieci)
7. Robert Kennedy (1925–1968)
8. Jean Ann Kennedy (1928–2020) – ambasador w Irlandii, mąż Stephen Edward Smith (dwóch synów i dwie adoptowane córki)
9. Ted Kennedy (1932–2009)